# Romantična glasba
Romantična glasba je izraz, s katerim pojmujemo obdobje evropske klasične glasbe med začetkom 19. stoletja do okvirno prvega desetletja 20. stoletja, kot tudi glasbo, ki je komponirana v slogovnih okvirih tega obdobja.
Romantična glasba je tesno povezana z gibanji v književnosti, umetnosti, filozofji tedanjega časa, čeprav se okvirne letnice, ki jih opredeljuje muzikološka znanost, ne ujemajo z obdobji drugih "romantičnih" umetnosti. Današnja uporaba izraza romantika (npr. konotacija z ljubezenskim čustvom) ni nujno povezana s tem obdobjem.
Romantično glasbo glede na komponistična sredstva delimo na zgodnjo, srednjo (visoko) in pozno romantiko; v 20. stoletju pa kot neoromantiko.

## Romantična glasba
Povezana je z romantičnimi gibanji v literaturi, likovni umetnosti in filozofiji, čeprav so v muzikologiji označbe za obdobja precej različne od tistih v drugih umetnostih, ki za romantično opredeljujejo obdobje od 1780 do 1840. Romantično gibanje je temeljilo na prepričanju, da vse resnice ni mogoče določiti iz preverljivih dejstev, da obstajajo nadčutne resničnosti, ki jih lahko dosežemo le preko čustev, občutij in intuicije. Romantična glasba si je prizadevala, da bi večji pomen dala čustvenemu izrazu in da bi mogla opisati te globlje resnice, ob tem pa bi ohranila ali celo razširila formalne strukture obdobja klasicizma.
Vsakdanja raba izraza romantična glasba velja za glasbo, ki naj vzbudi mehko in zasanjano vzdušje. Ta raba ima svoje korenine v pomenu besede romantičen, ki se je uveljavil v tem obdobju, toda ta opis ne velja za vsa dela, ki so bila napisana v obdobju romantike. Ravno nasprotno; glasba, ki je romantična v današnji vsakdanji rabi (v povezavi s čustvom ljubezni) ni nujno povezana z obdobjem romantike.
Glasbeni teoretiki romantike so vpeljali pojem tonalitete, s katerim so opisali harmonični slovar, podedovan od baroka in klasicizma. Skladatelji obdobja romantike so poskušali zliti harmonične strukture, ki so jih uporabljali mojstri prejšnjih obdobji, kakor na primer Bach, Haydn, Mozart in Beethoven, z novimi kromatskimi inovacijami, da bi tako dosegli močnejši tok in nasprotja in da bi ugodili zahtevam daljših del. Skladatelji, kot npr. Beethoven in kasneje Richard Wagner so razširili harmonični jezik z nikoli prej uporabljenimi akordi ali izvirnimi variantami akordov.
Nekateri romantični skladatelji so povezali glasbo s poezijo in njenimi visoko čustvenimi ter pripovednimi strukturami, ko so ustvarjali bolj sistematično bazo za skladanje in izvajanje koncertne glasbe. Glasbeni teoretiki romantike so prejšnje glasbene oblike sistematizirali (npr. sonatno obliko), medtem ko so jih skladatelji razširili. Bolj so se osredotočili na melodije in teme, čemur je sledila eksplozija skladanja pesmi. Povečana vrednost melodije se je odražala v vedno večji uporabi ciklične oblike, ki je postala pomemben dejavnik poenotenja za nekatera daljša dela, ki so v tem obdobju postala običajna.
Večja harmonična paleta in tok, daljše melodije, poetičnost kot podlaga za izraznost in uporaba literarnih navdihov so bili prisotni že pred obdobjem romantike. Vendar so jih nekateri skladatelji tega obdobja sprejeli za glavni pogon glasbe same. Na romantične skladatelje so vplivale tudi nekatere tehnološke prednosti, kamor spada povečanje obsega in moči klavirja in izboljšane kromatske sposobnosti in večje število instrumentov v orkestru.
V pozni romantiki je bil najbolj znan Peter Iljič Čajkovski, pisal je predvsem glasbo za balet kot na primer njegovo verjetno najbolj znano delo Hrestač.

### Romantična opera
V operi je bila razmejitev vlog, ki se je uveljavila v klasični in baročni operi, bolj svobodno uporabljena. Do uprizoritve Wagnerjevih oper je arije, recitative, zbore in dele, ki jih izvaja orkester, težko natančno razločiti. Posledica opustitve kastratov je prestavitev glavnega junaka v tenor. Zbor ima pogostokrat pomembnejšo vlogo.
Proti koncu romantike še zlasti v Italiji postane popularna veristična opera. Raje kot zgodovinske in mitološke teme opisuje realistične, življenjske teme in like. Gibanju je sledila Francija z operami, kakršna je Bizetova Carmen.

### Nacionalizem
Precej romantičnih skladateljev je pisalo nacionalistično glasbo. Bedřich Smetana (Vltava) je npr. znan po tem, da je pri komponiranju uporabljal ritme in teme iz čeških ljudskih plesov in pesmi. Ko je v poznem 19. stoletju Jan Sibelius napisal glasbo, ki temelji na finskem epu Kalevala, je njegovo delo Finlandia postalo simbol finskega nacionalizma.

### Instrumenti in lestvice
Obseg in uporaba instrumentov sta sledila tehnološkim prednostim, ki so se pojavile med obdobjem romantike. Skladatelji so uporabljali nove zmožnosti instrumentov v do tedaj nepredstavljivih zasedbah orkestrov. Dela nekaterih skladateljev so zahtevala veliko večje simfonične orkestre in instrumente, ki so bili do tedaj redkost, so začeli uporabljati bolj pogosto. Mahlerjeva 8. simfonija, znana kot Simfonija tisočev, ker je zahtevala ogromno zborovsko in orkestralno zasedbo, da so jo lahko izvedli.
Prav tako so postala sprejemljiva veliko daljša dela. Tipična Haydnova ali Mozartova simfonija traja 20–25 minut. Beethovnova 3. simfonija traja več kot 45 minut, najdaljše romantične simfonije pa tudi precej več kot eno uro.
Obdobje romantike je tudi obdobje vedno večjega razvoja vloge instrumentalnega virtuoza. Violinist Niccolo Paganini je bil ena od glasbenih zvezd zgodnjega 19. stoletja. Liszt je bil ob svojih skladateljskih sposobnostih tudi zelo popularen in vpliven pianist. Virtuoz, ki je vodil orkester, je bil za poslušalstvo velika atrakcija.
Pred obdobjem romantike je bilo obdobje klasicizma, temu pa je sledilo obdobje moderne glasbe.